# 北海道第7区
北海道第7区（ほっかいどうだい7く）は、日本における衆議院の小選挙区。2002年の公職選挙法改正による区割り変更で、北海道の衆議院小選挙区が1減となったため、それまでの北海道第7区が分割され消滅し、それまでの北海道第13区の名称が新たに北海道第7区に変更となった。そのため、旧北海道7区と現在の北海道7区は、まったく別個の地域である。

## 区域

### 現在の北海道第7区
2013年（平成25年）公職選挙法改正以降の区域は以下のとおりである。公職選挙法別表の規定上、根室振興局管内には北方領土（色丹郡、国後郡、択捉郡、紗那郡、蘂取郡に属する6村）も含まれるが当該区域はロシアが実効支配中のため、実際には選挙は行われなかった。この状況は、選挙区の名称が北海道13区であった時代から同じである。
- 釧路市
- 根室市
- 北海道釧路総合振興局管内
- 北海道根室振興局管内

2002年（平成14年）公職選挙法改正から2013年の小選挙区改定までの区域は以下のとおりである。
- 釧路市
- 根室市
- 釧路支庁管内
- 根室支庁管内

### 2002年以前の北海道第13区
1994年（平成6年）公職選挙法改正から2002年の小選挙区改定までの区域は以下のとおりである。
- 釧路市
- 根室市
- 釧路支庁管内
- 根室支庁管内

### 2002年以前の北海道第7区
2002年（平成14年）公職選挙法改正により廃止。士別市・名寄市・富良野市を含む上川支庁管内は6区に、留萌市を含む留萌支庁管内は10区に、稚内市を含む宗谷支庁管内は12区にそれぞれ合区された。
1994年（平成6年）公職選挙法改正から2002年の小選挙区改定までの区域は以下のとおりである。
- 留萌市
- 稚内市
- 士別市
- 名寄市
- 富良野市
- 上川支庁管内
- 留萌支庁管内
- 宗谷支庁管内

## 歴史

### 現在の北海道7区（旧北海道13区）
現在の7区は、1996年の小選挙区制導入の際には13区とされていた。2002年の区割変更を受けて2003年の第43回衆議院議員総選挙からは現在の7区との呼称に変わっている。1996年以来、自由民主党の北村直人が3連勝していたが、郵政民営化が争点となった2005年の第44回衆議院議員総選挙では、民主党王国の本領を発揮し、仲野博子が北村を破り当選した。2009年の選挙では、自民党は引退した北村に代わり、前釧路市長の伊東良孝を擁立。伊東は前回当選した仲野を914票差で破り、7区は北海道で唯一、自民党が議席を獲得した選挙区となった。また、2005年の選挙で民主党が勝利した選挙区で、全国唯一自民党が議席を奪取した選挙区ともなった。なお、この選挙において自民党公認で小選挙区で初当選したのは伊東、小泉進次郎、橘慶一郎の3人だけである。2012年の選挙でも伊東が引き続き当選。2014年は伊東が新党大地から民主党に移籍した鈴木貴子に225票差まで迫られるも辛勝。鈴木は比例北海道ブロックにて復活当選した。2017年は鈴木が自民党に移籍し比例単独で出馬したため伊東と共産党候補のみの戦いとなり伊東が圧勝。2021年も伊東が野党の候補2人相手に圧勝で5選となった。2024年は自民党が裏金問題の影響で伸び悩む中で伊東が比例北海道ブロックに移して当選、鈴木は自民党へ移籍後小選挙区初挑戦となり、結果小選挙区で初めて当選を果たしたが立憲民主党新人で弁護士の篠田奈保子（前回、伊東に敗れて落選）の復活当選を許し、結果的には一騎打ちとなった2人が揃って当選となっている。

### 旧北海道7区（1996年〜2002年）
2002年の区割変更までの7区（旧7区）で2度行われた衆議院総選挙では、いずれも金田英行が当選した。区割り変更後は金田は第43回衆議院議員総選挙では比例単独で、第44回衆議院議員総選挙では北海道第6区で立候補している。

## 小選挙区選出議員

### 現在の北海道7区（旧北海道13区）
| 選挙名                 | 年                 | 当選者   | 党派       | 備考            |
| ---------------------- | ------------------ | -------- | ---------- | --------------- |
| 第41回衆議院議員総選挙 | 1996年（平成8年）  | 北村直人 | 新進党     | ※旧北海道第13区 |
| 第42回衆議院議員総選挙 | 2000年（平成12年） | 北村直人 | 自由民主党 | ※旧北海道第13区 |
| 第43回衆議院議員総選挙 | 2003年（平成15年） | 北村直人 | 自由民主党 |                 |
| 第44回衆議院議員総選挙 | 2005年（平成17年） | 仲野博子 | 民主党     |                 |
| 第45回衆議院議員総選挙 | 2009年（平成21年） | 伊東良孝 | 自由民主党 |                 |
| 第46回衆議院議員総選挙 | 2012年（平成24年） | 伊東良孝 | 自由民主党 |                 |
| 第47回衆議院議員総選挙 | 2014年（平成26年） | 伊東良孝 | 自由民主党 |                 |
| 第48回衆議院議員総選挙 | 2017年（平成29年） | 伊東良孝 | 自由民主党 |                 |
| 第49回衆議院議員総選挙 | 2021年（令和3年）  | 伊東良孝 | 自由民主党 |                 |
| 第50回衆議院議員総選挙 | 2024年（令和6年）  | 鈴木貴子 | 自由民主党 |                 |

### 旧北海道7区（1996年〜2002年）
| 選挙名                 | 年                 | 当選者   | 党派       | 備考           |
| ---------------------- | ------------------ | -------- | ---------- | -------------- |
| 第41回衆議院議員総選挙 | 1996年（平成8年）  | 金田英行 | 自由民主党 | ※旧北海道第7区 |
| 第42回衆議院議員総選挙 | 2000年（平成12年） | 金田英行 | 自由民主党 | ※旧北海道第7区 |

## 選挙結果

### 現在の北海道7区（旧北海道13区）
時の内閣：第1次石破内閣 解散日：2024年10月9日 公示日：2024年10月15日
当日有権者数：24万1033人 最終投票率：56.59%（前回比：0.4%） （全国投票率：53.85%（2.08%））
| 当落 | 候補者名   | 年齢 | 所属党派   | 新旧 | 得票数   | 得票率 | 惜敗率 | 推薦・支持               | 重複 |
| ---- | ---------- | ---- | ---------- | ---- | -------- | ------ | ------ | ------------------------ | ---- |
| 当   | 鈴木貴子   | 38   | 自由民主党 | 前   | 77,189票 | 58.44% | ――     | 公明党・新党大地推薦     | ○    |
| 比当 | 篠田奈保子 | 52   | 立憲民主党 | 新   | 54,888票 | 41.56% | 71.11% | 社会民主党北海道連合支持 | ○    |

時の内閣：第1次岸田内閣 解散日：2021年10月14日 公示日：2021年10月19日
当日有権者数：25万3134人 最終投票率：56.19%（前回比：0.02%） （全国投票率：55.93%（2.25%））
| 当落 | 候補者名   | 年齢 | 所属党派   | 新旧 | 得票数   | 得票率 | 惜敗率 | 推薦・支持               | 重複 |
| ---- | ---------- | ---- | ---------- | ---- | -------- | ------ | ------ | ------------------------ | ---- |
| 当   | 伊東良孝   | 72   | 自由民主党 | 前   | 80,797票 | 58.01% | ――     | 公明党推薦               | ○    |
|      | 篠田奈保子 | 49   | 立憲民主党 | 新   | 45,563票 | 32.71% | 56.39% | 社会民主党北海道連合支持 | ○    |
|      | 石川明美   | 70   | 日本共産党 | 新   | 12,913票 | 9.27%  | 15.98% |                          |      |

時の内閣：第3次安倍第3次改造内閣 解散日：2017年9月28日 公示日：2017年10月10日
当日有権者数：26万5468人 最終投票率：56.17%（前回比：3.74%） （全国投票率：53.68%（1.02%））
| 当落 | 候補者名 | 年齢 | 所属党派   | 新旧 | 得票数   | 得票率 | 惜敗率 | 推薦・支持 | 重複 |
| ---- | -------- | ---- | ---------- | ---- | -------- | ------ | ------ | ---------- | ---- |
| 当   | 伊東良孝 | 68   | 自由民主党 | 前   | 95,200票 | 66.60% | ――     | 公明党     | ○    |
|      | 石川明美 | 66   | 日本共産党 | 新   | 47,740票 | 33.40% | 50.15% |            |      |

- 鈴木は自由民主党に入党し比例北海道ブロック単独候補として出馬し当選。
- 伊東は北海道の小選挙区候補で唯一新党大地の推薦をもらっていない。

時の内閣：第2次安倍改造内閣 解散日：2014年11月21日 公示日：2014年12月2日
当日有権者数：26万7614人 最終投票率：59.91%（前回比：1.86%） （全国投票率：52.66%（6.66%））
| 当落 | 候補者名 | 年齢 | 所属党派   | 新旧 | 得票数   | 得票率 | 惜敗率 | 推薦・支持 | 重複 |
| ---- | -------- | ---- | ---------- | ---- | -------- | ------ | ------ | ---------- | ---- |
| 当   | 伊東良孝 | 66   | 自由民主党 | 前   | 72,281票 | 45.88% | ――     | 公明党     | ○    |
| 比当 | 鈴木貴子 | 28   | 民主党     | 前   | 72,056票 | 45.73% | 99.69% |            | ○    |
|      | 石川明美 | 63   | 日本共産党 | 新   | 13,218票 | 8.39%  | 18.29% |            |      |

時の内閣：野田第3次改造内閣 解散日：2012年11月16日 公示日：2012年12月4日
当日有権者数：27万1986人 最終投票率：58.05%（前回比：15.86%） （全国投票率：59.32%（9.96%））
| 当落 | 候補者名   | 年齢 | 所属党派   | 新旧 | 得票数   | 得票率 | 惜敗率 | 推薦・支持 | 重複 |
| ---- | ---------- | ---- | ---------- | ---- | -------- | ------ | ------ | ---------- | ---- |
| 当   | 伊東良孝   | 64   | 自由民主党 | 前   | 72,945票 | 47.24% | ――     |            | ○    |
|      | 鈴木貴子   | 26   | 新党大地   | 新   | 51,051票 | 33.06% | 69.99% |            | ○    |
|      | 仲野博子   | 53   | 民主党     | 前   | 21,513票 | 13.93% | 29.49% |            | ○    |
|      | 佐々木亮子 | 52   | 日本共産党 | 新   | 8,918票  | 5.77%  | 12.23% |            |      |

- 鈴木は石川知裕の議員辞職に伴い、翌年6月に繰り上げ当選。

時の内閣：麻生内閣 解散日：2009年7月21日 公示日：2009年8月18日
当日有権者数：27万7937人 最終投票率：73.91%（前回比：2.54%） （全国投票率：69.28%（1.77%））
| 当落 | 候補者名 | 年齢 | 所属党派   | 新旧 | 得票数    | 得票率 | 惜敗率 | 推薦・支持 | 重複 |
| ---- | -------- | ---- | ---------- | ---- | --------- | ------ | ------ | ---------- | ---- |
| 当   | 伊東良孝 | 60   | 自由民主党 | 新   | 100,150票 | 49.70% | ――     |            | ○    |
| 比当 | 仲野博子 | 50   | 民主党     | 前   | 99,236票  | 49.24% | 99.09% |            | ○    |
|      | 金成幸子 | 50   | 幸福実現党 | 新   | 2,131票   | 1.06%  | 2.13%  |            |      |

時の内閣：第2次小泉改造内閣 解散日：2005年8月8日 公示日：2005年8月30日
当日有権者数：28万6454人 最終投票率：71.37%（前回比：9.85%） （全国投票率：67.51%（7.65%））
| 当落 | 候補者名 | 年齢 | 所属党派   | 新旧 | 得票数   | 得票率 | 惜敗率 | 推薦・支持 | 重複 |
| ---- | -------- | ---- | ---------- | ---- | -------- | ------ | ------ | ---------- | ---- |
| 当   | 仲野博子 | 46   | 民主党     | 前   | 95,473票 | 48.26% | ――     |            | ○    |
|      | 北村直人 | 58   | 自由民主党 | 前   | 86,924票 | 43.94% | 91.05% |            | ○    |
|      | 村上和繁 | 45   | 日本共産党 | 新   | 15,438票 | 7.80%  | 16.17% |            |      |

時の内閣：第1次小泉第2次改造内閣 解散日：2003年10月10日 公示日：2003年10月28日
当日有権者数：28万8422人 最終投票率：61.52%（前回比：3.65%） （全国投票率：59.86%（2.63%））
| 当落 | 候補者名 | 年齢 | 所属党派   | 新旧 | 得票数   | 得票率 | 惜敗率 | 推薦・支持 | 重複 |
| ---- | -------- | ---- | ---------- | ---- | -------- | ------ | ------ | ---------- | ---- |
| 当   | 北村直人 | 56   | 自由民主党 | 前   | 85,585票 | 49.84% | ――     |            | ○    |
| 比当 | 仲野博子 | 44   | 民主党     | 新   | 72,508票 | 42.23% | 84.72% |            | ○    |
|      | 八木靖彦 | 63   | 日本共産党 | 新   | 13,617票 | 7.93%  | 15.91% |            |      |

時の内閣：第1次森内閣 解散日：2000年6月2日 公示日：2000年6月13日 （全国投票率：62.49%（2.84%））
| 当落 | 候補者名 | 年齢 | 所属党派           | 新旧 | 得票数   | 得票率 | 惜敗率 | 推薦・支持 | 重複 |
| ---- | -------- | ---- | ------------------ | ---- | -------- | ------ | ------ | ---------- | ---- |
| 当   | 北村直人 | 53   | 自由民主党         | 前   | 86,567票 | 46.90% | ――     |            | ○    |
|      | 仲野博子 | 41   | 民主党             | 新   | 55,732票 | 30.19% | 64.38% |            | ○    |
|      | 鰐淵俊之 | 63   | 自由党             | 前   | 25,169票 | 13.63% | 29.07% |            | ○    |
|      | 渋谷肇   | 53   | 日本共産党         | 新   | 16,055票 | 8.70%  | 18.55% |            |      |
|      | 加藤真一 | 32   | 政治結社政友皇志会 | 新   | 1,071票  | 0.58%  | 1.24%  |            |      |

- 鰐淵は第41回総選挙に比例北海道ブロック単独候補として新進党から当選。

時の内閣：第1次橋本内閣 解散日：1996年9月27日 公示日：1996年10月8日 （全国投票率：59.65%（8.11%））
| 当落 | 候補者名 | 年齢 | 所属党派   | 新旧 | 得票数   | 得票率 | 惜敗率 | 推薦・支持 | 重複 |
| ---- | -------- | ---- | ---------- | ---- | -------- | ------ | ------ | ---------- | ---- |
| 当   | 北村直人 | 49   | 新進党     | 前   | 83,490票 | 42.75% | ――     |            |      |
| 比当 | 鈴木宗男 | 48   | 自由民主党 | 前   | 55,491票 | 28.42% | 66.46% |            | ○    |
|      | 岡田篤   | 45   | 民主党     | 新   | 41,565票 | 21.28% | 49.78% |            | ○    |
|      | 石川明美 | 45   | 日本共産党 | 新   | 14,736票 | 7.55%  | 17.65% |            |      |

### 旧北海道7区（1996年〜2002年）
2002年に区割りが変更される前の北海道7区の結果を以下に示す。
時の内閣：第1次森内閣 解散日：2000年6月2日 公示日：2000年6月13日 （全国投票率：62.49%（2.84%））
| 当落 | 候補者名 | 年齢 | 所属党派   | 新旧 | 得票数   | 得票率 | 惜敗率 | 推薦・支持 | 重複 |
| ---- | -------- | ---- | ---------- | ---- | -------- | ------ | ------ | ---------- | ---- |
| 当   | 金田英行 | 57   | 自由民主党 | 前   | 94,290票 | 49.18% | ――     |            | ○    |
|      | 桜庭康喜 | 58   | 民主党     | 新   | 85,553票 | 44.62% | 90.73% |            | ○    |
|      | 猿子昌正 | 54   | 日本共産党 | 新   | 11,889票 | 6.20%  | 12.61% |            |      |

時の内閣：第1次橋本内閣 解散日：1996年9月27日 公示日：1996年10月8日 （全国投票率：59.65%（8.11%））
| 当落 | 候補者名 | 年齢 | 所属党派   | 新旧 | 得票数   | 得票率 | 惜敗率 | 推薦・支持 | 重複 |
| ---- | -------- | ---- | ---------- | ---- | -------- | ------ | ------ | ---------- | ---- |
| 当   | 金田英行 | 53   | 自由民主党 | 前   | 65,955票 | 34.36% | ――     |            | ○    |
|      | 桜庭康喜 | 54   | 民主党     | 新   | 62,549票 | 32.59% | 94.84% |            | ○    |
|      | 上草義輝 | 57   | 新進党     | 元   | 52,300票 | 27.25% | 79.30% |            |      |
|      | 猿子昌正 | 50   | 日本共産党 | 新   | 11,149票 | 5.81%  | 16.90% |            |      |